# Dreitorspitze
Die Dreitorspitze ist ein mehrgipfliges, mächtiges und sehr markantes Gebirgsmassiv im östlichen Teil des Wettersteingebirges. Unterteilt wird diese in die Partenkirchner (2633 m ü. A.) und die Leutascher Dreitorspitze (2682 m ü. A.), wobei beide jeweils mehrere Gipfel aufweisen. Der Hauptgipfel des vierthöchsten Bergmassivs Deutschlands ist die Leutascher Dreitorspitze, die auch als Karlspitze bezeichnet wird. Die Dreitorspitze markiert die Stelle, wo die Hauptkette des Wettersteins von ihrer Hauptrichtung (West-Ost) nach Norden abweicht, um kurz darauf wieder in die Hauptrichtung zurückzukehren. Östlich der Dreitorspitze liegt die Karsthochfläche des Leutascher Platt, vergleichbar dem Zugspitzplatt zu Füßen der Zugspitze.
Die Hauptgipfel lassen sich jeweils im 1. bzw. 2. Schwierigkeitsgrad über den einfachsten Weg besteigen. Auf den Westgipfel der Partenkirchner Dreitorspitze führt ein mit Drahtseilen versicherter einfacher Klettersteig, der nach dem berühmten Erkunder der Nördlichen Kalkalpen Hermann von Barth benannt ist. Alle anderen Gipfel sind den Kletterern vorbehalten. Eine Besteigung findet üblicherweise im Rahmen einer Zweitagestour mit Übernachtung auf der Meilerhütte statt, eine Tagestour stellt sehr hohe konditionelle Anforderungen.
- Talorte: Partenkirchen (D), Leutasch (Ö), Mittenwald (D)
- Stützpunkte: Meilerhütte (Sektion Garmisch-Partenkirchen des DAV)

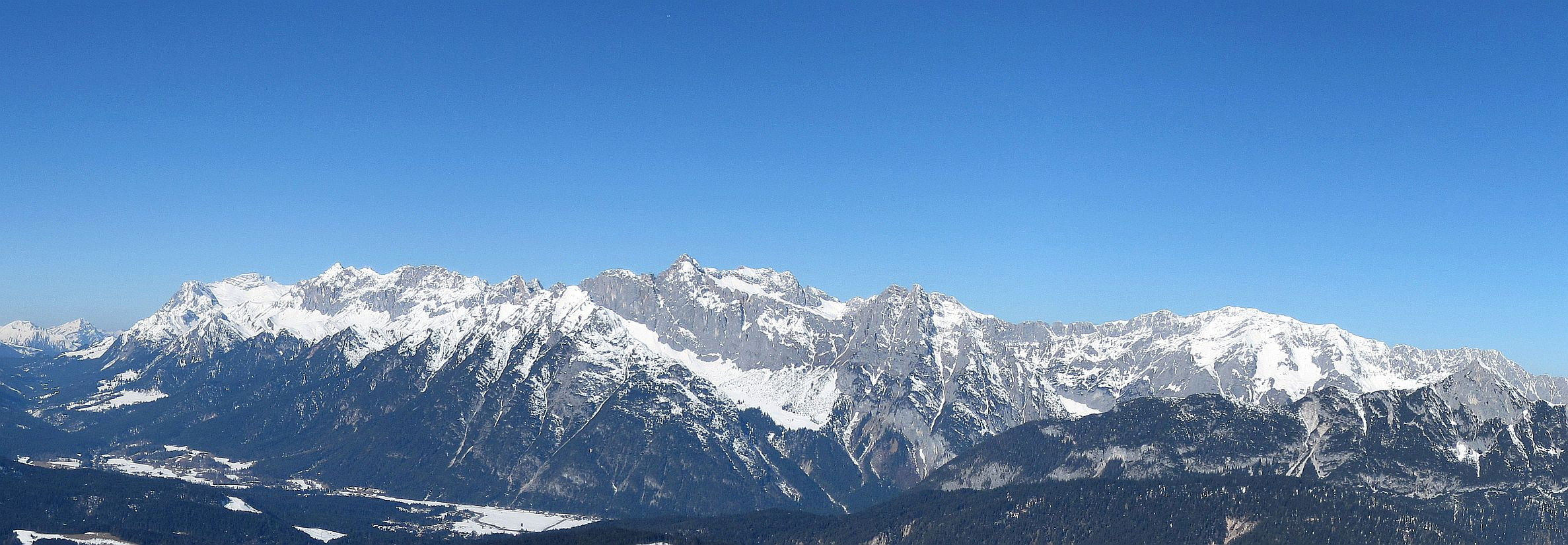
Die Dreitorspitze erscheint von Südosten gesehen als Hauptgipfel des Wettersteinkamms

## Bilder

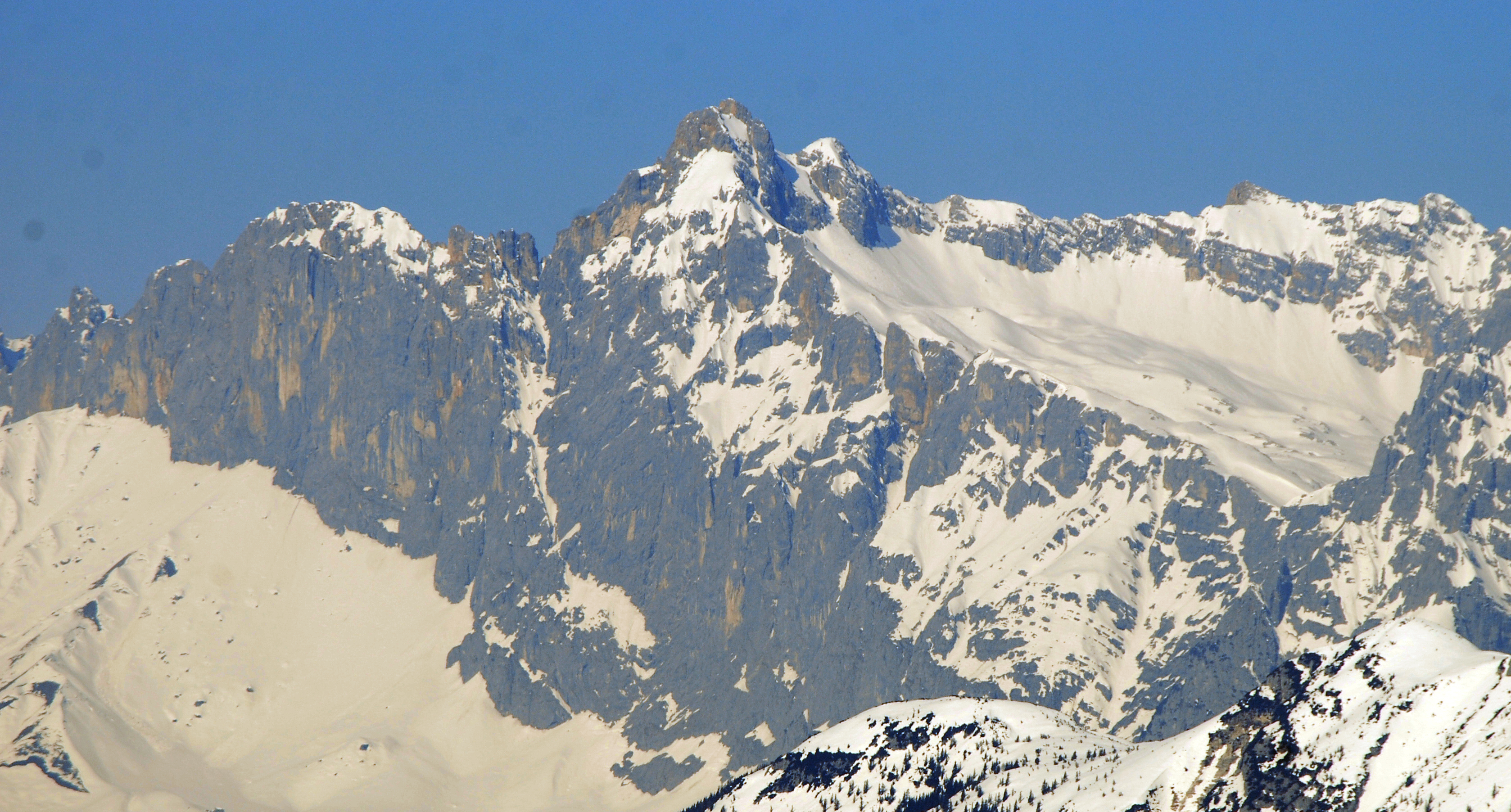
Dreitorspitzen von SO
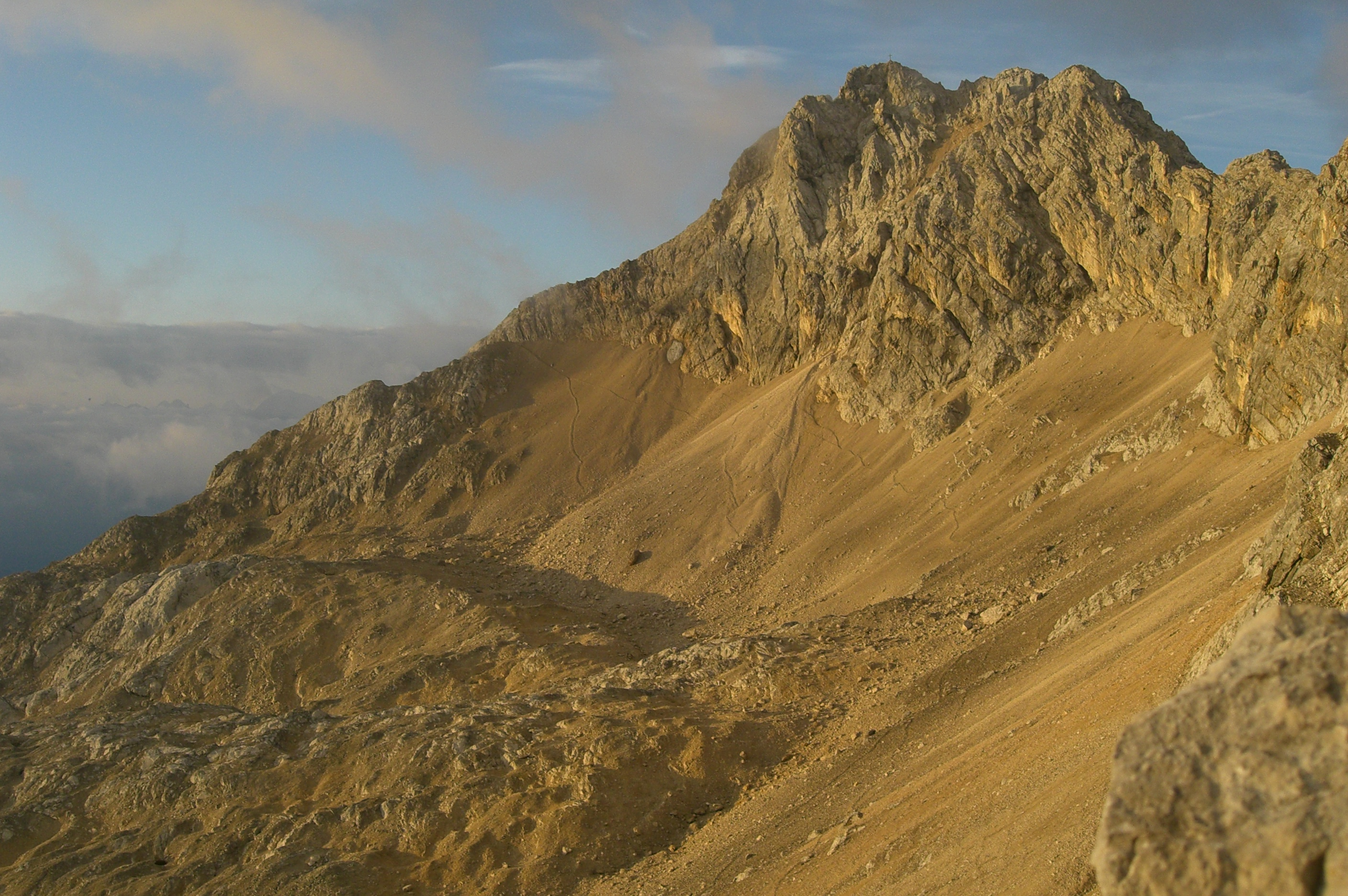
Leutascher Dreitorspitze von Norden
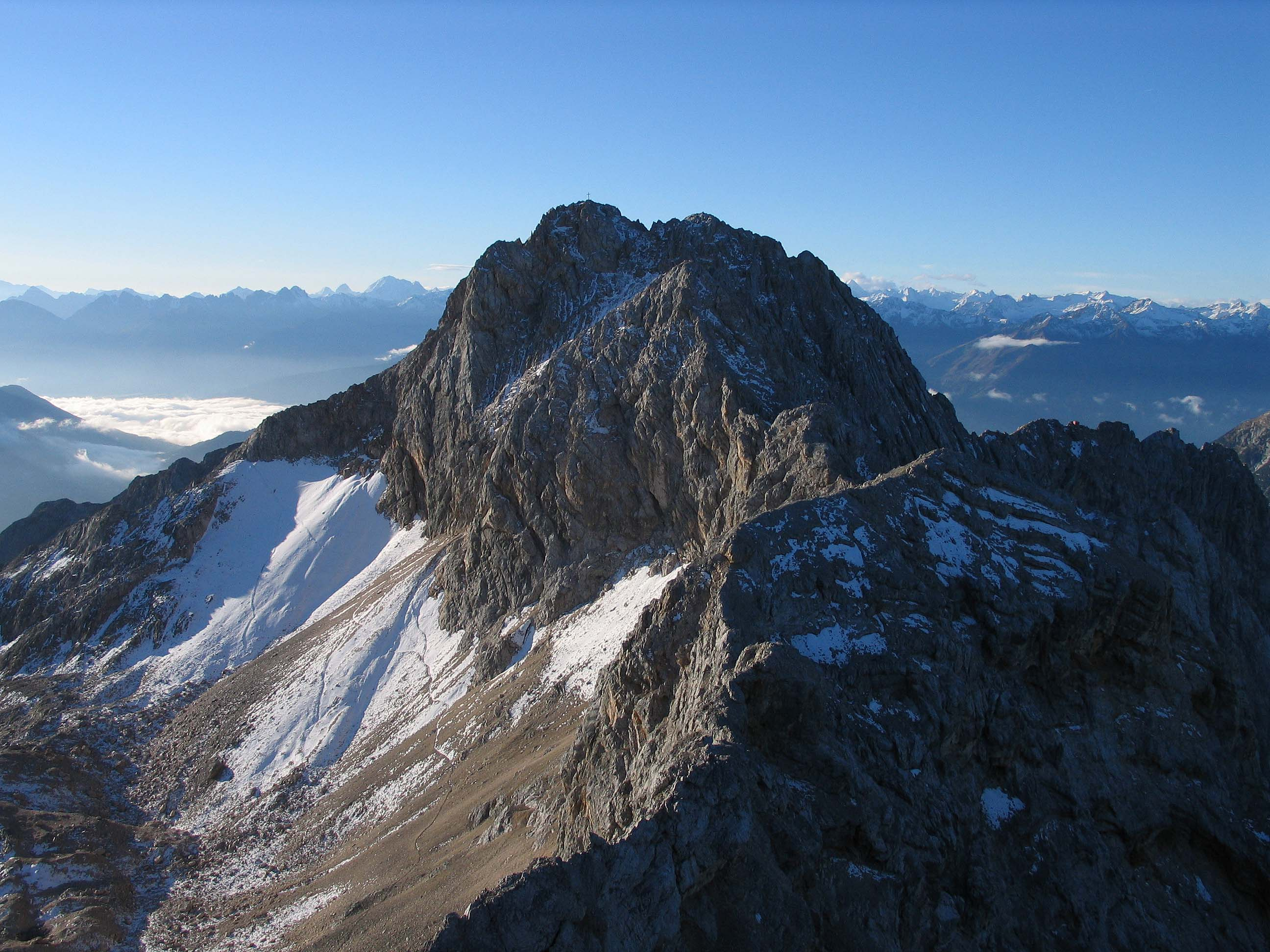
Leutascher Dreitorspitze von der Partenkirchner Dreitorspitze
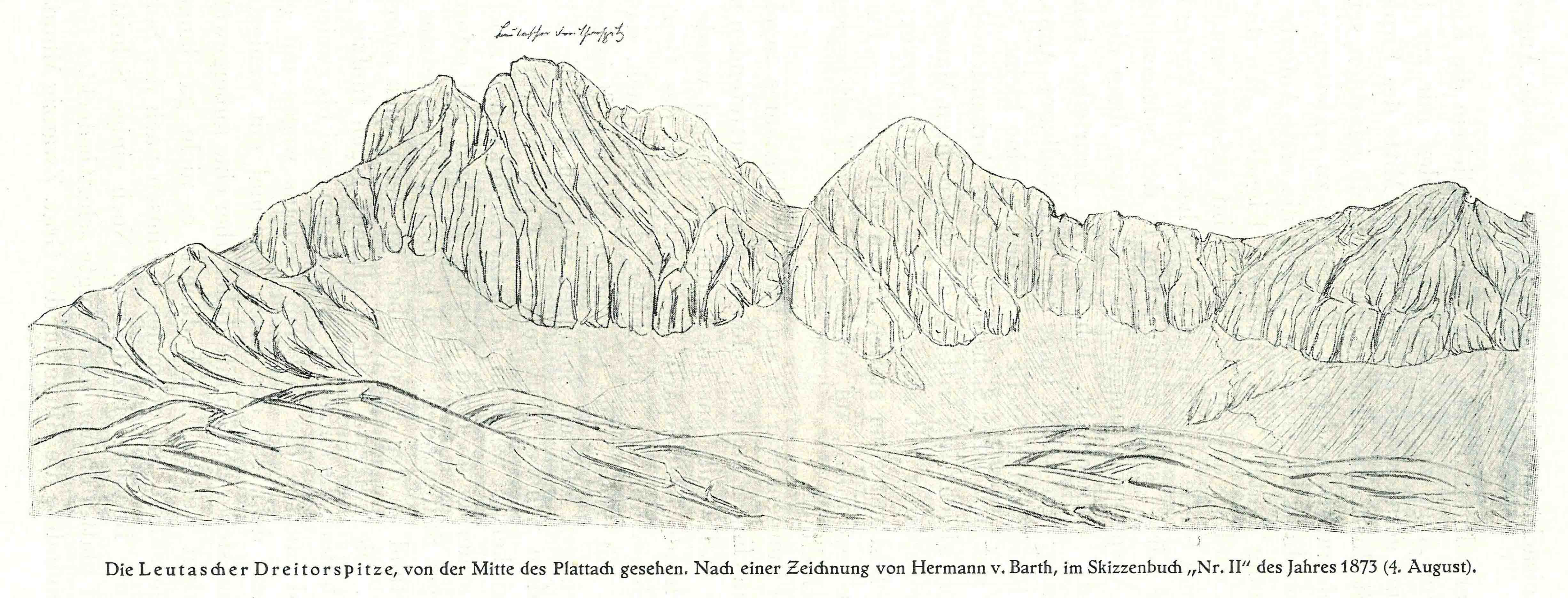
Leutascher Dreitorspitze Zeichnung von H. v. Barth 1873
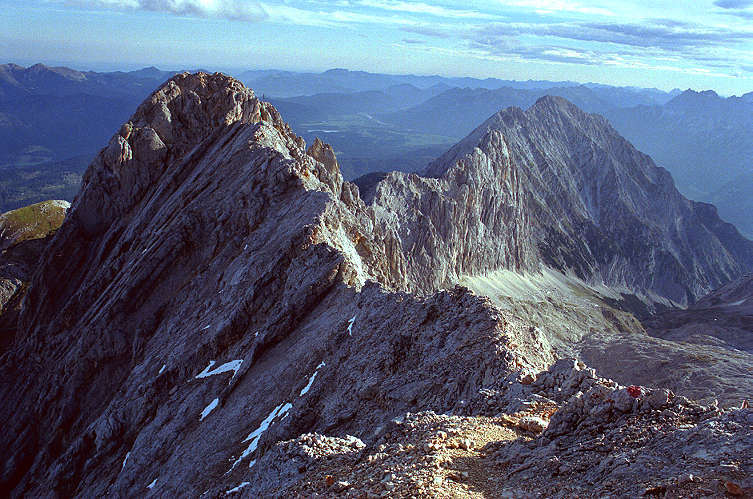
Blick vom Westgipfel der Partenkirchner Dreitorspitze auf Mittel- und Nordostgipfel und auf den Musterstein
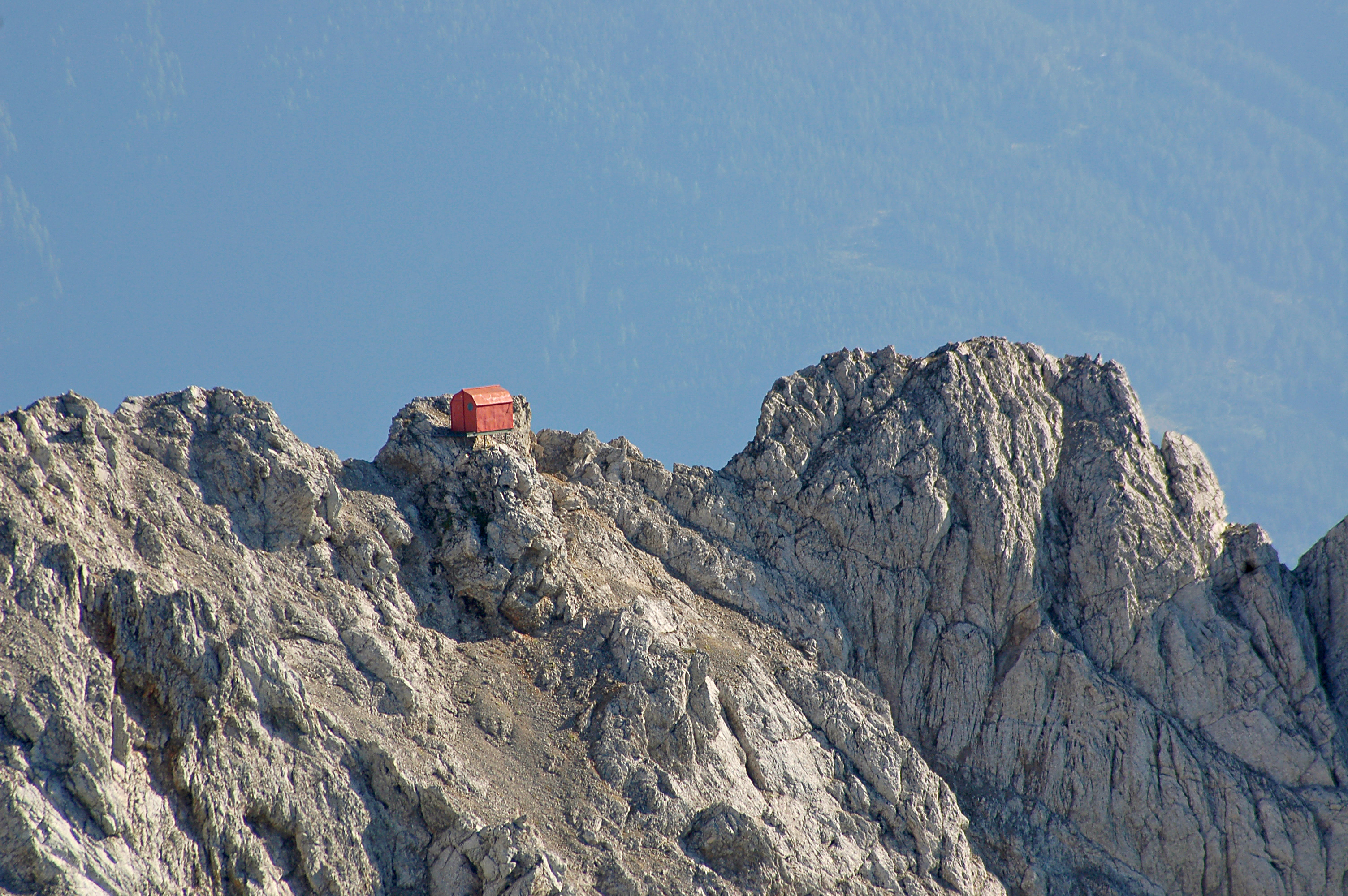
Schüsselkarbiwak von der westl. Partenkirchner Dreitorspitze
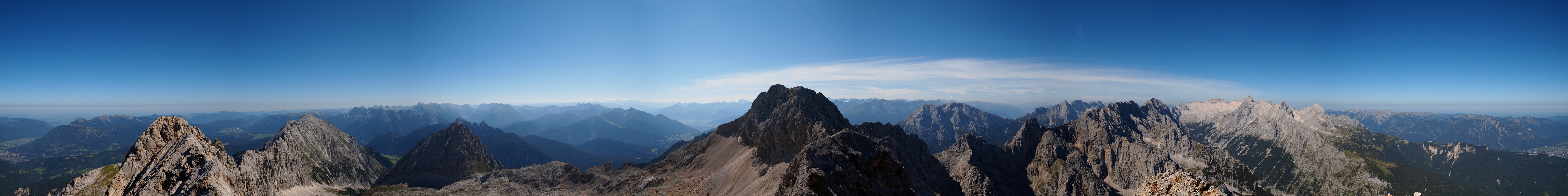
Rundblick vom Westgipfel der Partenkirchner Dreitorspitze
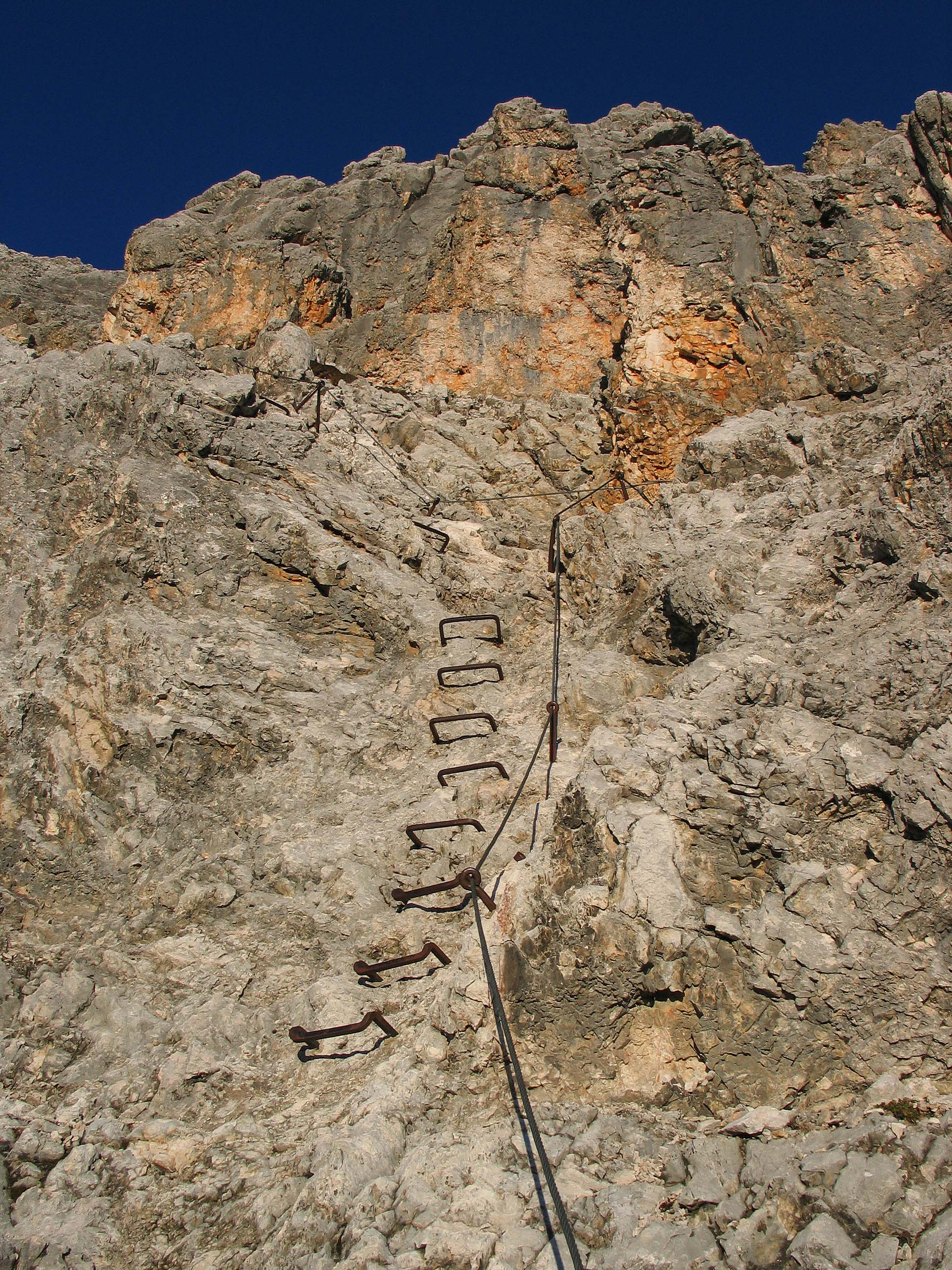
Einstieg des Hermann-von-Barth-Wegs
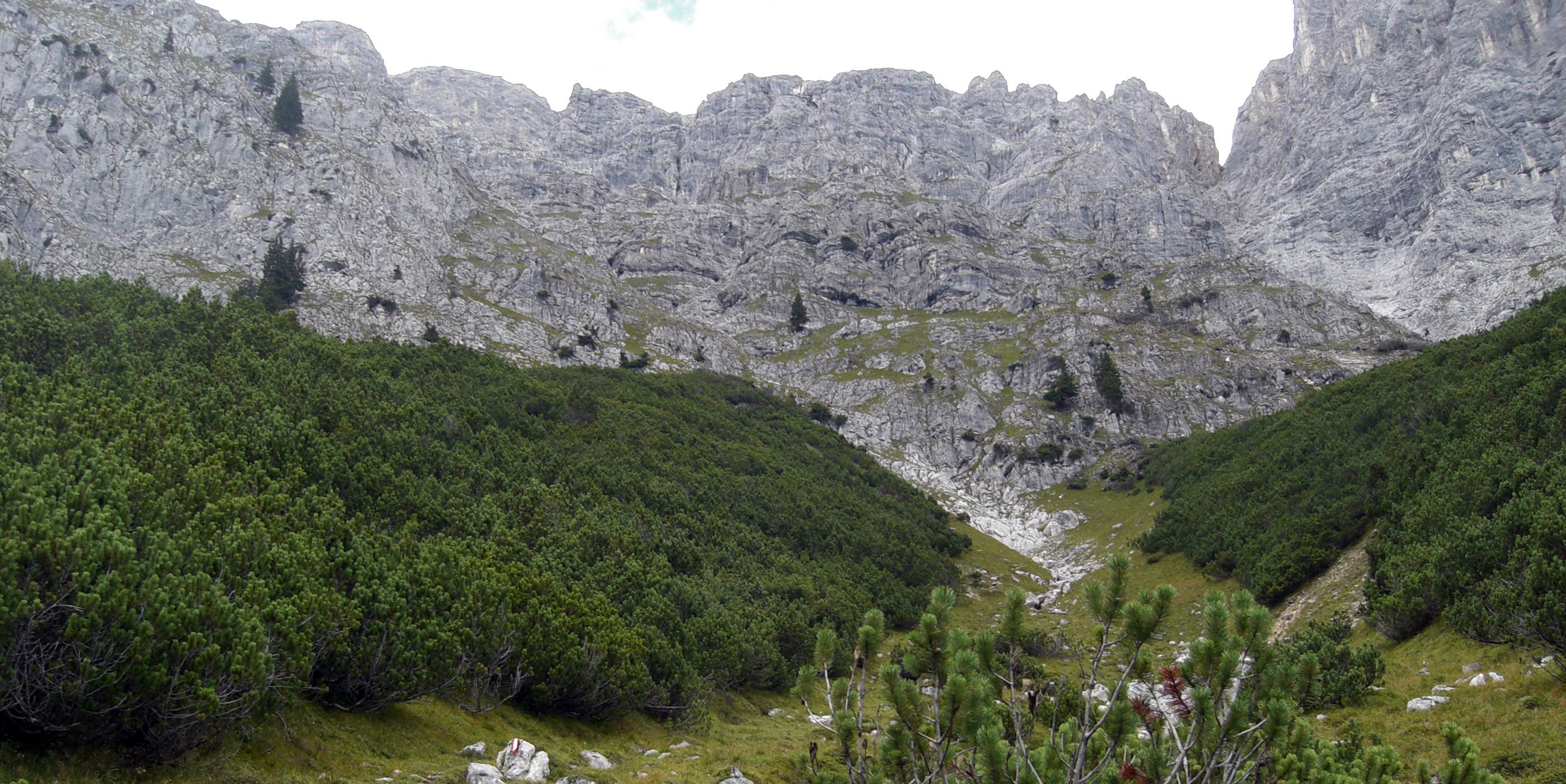
Söllerpass von S
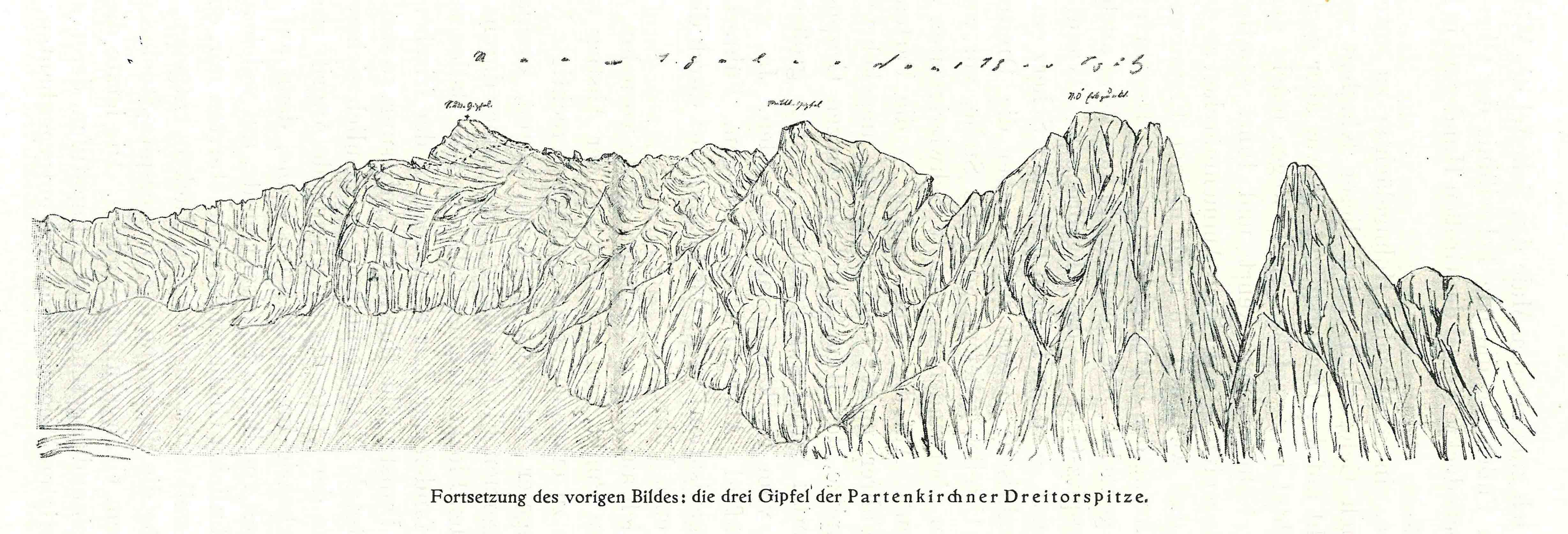
Partenkirchner Dreitorspitze Zeichnung von H. v. Barth 1873